# Riesengebirgspreis für Literatur
Der Riesengebirgspreis für Literatur (polnisch Karkonoska Nagroda Literacka) ist ein deutsch-polnischer Literaturpreis, der seit 2019 verliehen wird.
Mit dem Preis werden Schriftsteller gewürdigt, die ihre Verbindung mit dem Riesengebirge und Schlesien in ihrem literarischen Schaffen verarbeiten. Dabei wird Bezug auf die Region genommen. Das Hirschberger Tal und das Riesengebirge sind oder waren Wohn- und Arbeitsort von Künstlern und Schriftstellern wie zum Beispiel Gerhart Hauptmann, Hermann Stehr, Fedor Sommer oder Marcin Wawrzyńczak.
Der Verein zur Pflege schlesischer Kunst und Kultur hat diesen Preis mit der Unterstützung des Sächsischen Staatsministeriums des Innern und der Riesengebirgsakademie für angewandte Wissenschaften Jelenia Góra gestiftet. Der zweijährlich zum Jahresende verliehene Preis ist 3.000 Euro dotiert.
Der Preis steht unter der Schirmherrschaft des sächsischen Ministerpräsidenten und des Woiwodschaftsmarschalls für Niederschlesien.

## Preisträger
Die bisherigen Preisträger sind:
- 2019 – Filip Springer für das Buch „Kupferberg“,[4]
- 2021 – Joanna Bator für die Romane „Sandberg“ und „Dunkel, fast Nacht“,[5]
- 2023 – Christiane Hofmann für das Buch „Alles was wir nicht erinnern“.[6]

Daneben werden Sonderpreise vergeben.